# Arise (Sepultura)
Arise is het vierde album van de Braziliaanse metalband Sepultura. Het album is uitgebracht in 1991. Dit is het laatste album van Sepultura met een overduidelijk death-/thrashmetal geluid. Ditzelfde geluid was ook al aanwezig op Beneath The Remains maar op Arise ligt er een duidelijke nadruk op deathmetal, die vooral te horen is in de atmosfeer en de zwaardere productie van het album. Het is een van de meest populaire death-/thrashmetal albums aller tijden en door sommigen ook beschouwd als hét hoogtepunt in de discografie van Sepultura.

## Tracks
1. "Arise"
2. "Dead Embryonic Cells"
3. "Desperate Cry"
4. "Murder"
5. "Subtraction"
6. "Altered State"
7. "Under Siege (Regnum Irae)"
8. "Meaningless Movements"
9. "Infected Voice"

## Bezetting van de band tijdens opname
- Max Cavalera
- Igor Cavalera
- Andreas Kisser
- Paulo Jr.